# 港古志郎警視
『港古志郎警視』（みなと こしろう けいし）は、2011年から2014年にかけて放送された日本のテレビドラマである。
愛川欽也主演・監督・プロデュースの刑事ドラマである。

## 概要
愛川欽也が自ら主演・監督・プロデュースの3役を務めており、レギュラーやゲストのキャストとして「劇団キンキン塾」のメンバーが総出演している。
愛川の個人事務所「愛川企画室」の自主製作であり、各放送局へ番組販売の形態で放映されている。
架空の部署である「警視庁目黒川分室」の刑事たちの活躍を描いているが、刑事の活躍をドラマの柱としていない。犯人逮捕の推理のプロセスよりも、ひとつの事件に関わったすべての人間の心を丁寧に描くことに重点が置かれ、「ドラマ・映画は人間の情感を見せるもの」という愛川のこだわりが発揮されている。
第4シーズンの構想もあり、2014年9月には愛川がインタビューで「あと12本ぶん撮りたい」と語っていた。同年には第4シリーズの製作が行われ、全12話予定のうち3話まで撮り終えていたが、映画「満洲の紅い陽」の撮影や愛川の肺癌診断により製作は中断し、再開することなく2015年4月に愛川が死去したため、未完の作品となった。
その撮了分3話は当初は公開について未定となっていたが、後日、その3話分の再編集版が「劇場版 港古志郎警視」のタイトルで「中目黒キンケロ・シアター」にて上映された。

## キャスト
- 港古志郎（警視庁目黒川分室・警視）：愛川欽也
- 岩下哲治（警視庁目黒川分室・刑事）：岩澤亮司
- 赤堀賢（警視庁目黒川分室・刑事）：赤嶺賢志
- 遠藤良夫（警視庁目黒川分室・刑事）：遠藤良寛
- 朝井信子（警視庁目黒川分室・鑑識主任）：森朝子
- 藤倉小夜（港警視行きつけのスナック「ラセーヌ」のママ）：任漢香

## 放映リスト
2011年の第1シーズンはBSフジ、第2シーズンは2012年4月からテレビ埼玉にて放映された。2013年12月からはBS11にて放映されたが、まず第1シーズンの再放送が行われた後に新作の第3シーズンが放映され、続いて第2シーズンの再放送が行われた。尚、BS11での第1・第2シーズンの再放送にあたっては、本放送当時と放映順が入れ替わっている。
第4シーズンは、2015年1月から2月初旬にかけて、決定稿となった1～3話の撮影が行われた。この時愛川は既に肺癌の診断を受けており、治療と並行しながら寒空の中で撮影を行った。
Season1（BSフジ版・2011年製作）
1. 寂しい死体
2. 躓いた男と女
3. わびしい恋の秤
4. いつか巴里へ行く約束
5. 或る遺産の結末
6. 女が割る壺
7. 悲しすぎる殺人
8. 離れた家族
9. 嘘で作った女の物語
10. 寂しすぎる女の幸せ
11. 悲しいラストダンス
12. ショパンと金と殺人

Season2（テレビ埼玉版・2012年製作）
1. OLの出世、その先は
2. こわれた家族
3. 噛み合わない歯車
4. ロダンの恋人たち
5. ピアノソナタ殺人事件
6. 幸せを願ったのに…
7. 悲しい老いの結末
8. 或る絵と恋の終わり
9. 恋の仕方を知らない若者
10. あったかい和菓子の話
11. 人のいい女が騙されて
12. 行旅死亡人
13. 撮影所で愛されて

Season3（BS11版・2013年製作）
1. お母さん
2. 消えた男
3. 螺旋階段の恋
4. みだれ髪の先に
5. 陸橋にうずくまる女
6. 未練
7. 冷えきった財産
8. 正しくない恋の終わり方
9. 思い出のブルーマウンテン
10. 夜のとばり
11. 愛することの難しさ
12. 田園と少女

Season4（TV未放映・2015年製作）
1. ストーカーに守られたアイドル（台本タイトル）
2. 危険ドラッグの出来事（台本タイトル）
3. 警視、疲れる（台本タイトル）
4. （未公開）
5. （未公開）
6. （未公開）
7. （未公開）
8. （未公開）
9. （未公開）
10. （未公開）
11. （未公開）
12. （未公開）

## オールスタッフ
- 監督・製作者：愛川欽也
- 脚本：愛川欽也（Season1）、のりの（Season2.3）、西田みゆき[5]（Season4）
- テーマ音楽：キンキンシャンソンバンド（斎藤美香、土生英彦、須磨和声、大野弘毅、渡辺純也）
- 撮影：長田勇市
- 美術：山崎輝（山崎美術）
- 録音：福田伸
- 編集：小林由加子
- 助監督：増田天平
- 装飾：佐藤希
- 音響効果：佐藤祥子（シネマサウンドワークス）
- スクリプター：川野由希子
- 制作担当：古野修作
- 技術協力：Studio DU
- 車輌協力（Season2.3）：ホンダカーズ埼玉
- キャスティングプロデューサー：道村朝子
- ラインプロデューサー：細谷修身
- プロデュース：内海寿美子
- 製作著作：愛川企画室